# Центар за информисање и културу Козарска Дубица
Центар за информисање и културу Козарска Дубица je установа културе у Козарској Дубици, БиХ, основана 1973. године. Налази се на адреси Светосавска бр. 21.

## Опште информације
Центар за информисање и културу Козарска Дубица основан је од стране Скупштине општине и главни је покретач, организатор и реализатор културног живота на подручју општине Козарска Дубица.
У склопу Центар за информисање и културу Козарска Дубица постоје:
- локална радио станица - "Дуб радио",
- интерна телевизија,
- Дом културе,
- Спортска дворана и
- Спортски центар.

### Културни садржаји
Центар за информисање и културу Козарска Дубица организује многа културна дешавања од којих су најпознатији:
- Дубичко културно љето – традиционални културно-спортски догађај који чини више од 20 манифестација које се одржавају од Видовдана до Преображења Господњег;
- Зимски сусрети – културно забавна манифестација која се организује од 20. јануара до 20. фебруара;
- Фестивал ојкаче - одржава се 18. августа код манастира Моштаница;
- Такмичење пјевача аматера - полуфинале и финале са Избором спортисте године;
- Смотра фолклора и народног стваралаштва,
- Центар је домаћин професионалних и аматерских позоришта из Републике Српске и Србије када се прикаже десетак позоришних представа;
- Редован Филмски репертоар;
- Суорганизатор је и и бројних других културних и спортских манифестација.

### Сарадња
Центар за информисање и културу Козарска Дубица сарађује са свим културно-умјетничким друштвима, драмским секцијама и певачким групама са подручја општине.